# 博茨瓦纳国旗
博茨瓦納國旗（英語：Flag of Botswana）由兩條位於最上方以及最下方的淺藍色橫條、一條位於中間的黑色橫條和兩條位於黑色橫條上方以及下方的薄白色條紋組成。該旗在1966年博茨瓦納自英國獲得獨立後採用以取代殖民地時期使用的英國國旗，並自此成為該國的官方旗幟。此外，該國國旗也是當時非洲少數沒有使用當地最具影響力政黨的代表顏色或標誌著泛非洲運動的泛非顏色之旗幟。

## 歷史
19世紀後期，由於原本居住於鄰近川斯瓦共和國的布爾人開始侵佔茨瓦納人的土地，當地酋長便與英國人談判以盼望能夠取得他們的保護，英國後來在1885年因應茨瓦納人的要求建立了貝專納保護國，並納入到當時大英帝國的一部份。縱使該地區已經得到了英國人的保護，但是川斯瓦共和國的繼承國南非聯邦繼續向英國施加壓力以容許他們把貝專納兼併到聯邦內。可是由於持續受到茨瓦納人的廣泛反對，和當地最終於1966年自行從英國獨立並改名博茨瓦納，因此這個領土要求結果並不能實現。
因為貝專納在取得獨立之前並沒有一面專屬的殖民地旗幟，所以英國國旗一直都是該保護國事實上的官方旗幟。另一方面，由於當地於1966年設計新國旗時鄰近的南非正在實行種族隔離政策，因此設計師便決定採用一面與南非國旗形成對比的旗幟，例如新設計上的黑色橫條以及兩條薄白色條紋便象徵了博茨瓦納境內生活的非洲人和歐裔白人之間的和平以及和諧。新國旗最終在1966年9月30日，即該國獨立日午夜首次升起。

### 格式

博茨瓦納國旗之格式。

## 設計

### 象徵
博茨瓦納國旗由浅蓝、白、黑三色组成。當中淺藍色代表水分（特指雨水）；這是因為該國大部分领土位于乾旱又貧瘠的喀拉哈里沙漠範圍內，並且經常受到沙漠所帶來的旱災影響，所以水對该国人口与牲畜都是一種极其寶貴的資源。此外，藍色不但間接提到在博茨瓦納國徽上出現的格言「普拉」（Pula，茨瓦納語意為「充沛的降雨」），也象徵了通过水分延續生命的博茨瓦纳万物。
另一方面，國旗上的黑色橫條和兩條薄白色條紋則擁有兩重含义。其不但標誌著於該國境內生活的黑人与白人之間的和諧与合作，以及該國以黑人为主，且兼有種族多樣性的人口特征，也代表了博茨瓦纳當地著名動物斑馬的條紋。

### 相同寓意
博茨瓦納國旗的浅蓝色部分，则和萊索托國旗上的靛蓝色一样，代表着对于该国而言有着如同财富般宝贵的水，特别是雨水。

## 外部連結
- 世界旗帜网（FOTW）的博茨瓦納國旗資訊